# Маркдорф
Маркдорф (њем. Markdorf) град је у њемачкој савезној држави Баден-Виртемберг. Једно је од 23 општинска средишта округа Бодензе. Према процјени из 2010. у граду је живјело 12.857 становника. Посједује регионалну шифру (AGS) 8435034.

## Географски и демографски подаци
Маркдорф се налази у савезној држави Баден-Виртемберг у округу Бодензе. Град се налази на надморској висини од 453 метра. Површина општине износи 40,9 km². У самом граду је, према процјени из 2010. године, живјело 12.857 становника. Просјечна густина становништва износи 314 становника/km².

## Међународна сарадња
| Мјесто | Држава    | Врста сарадње | Од    |
| ------ | --------- | ------------- | ----- |
|        | Француска | партнерство   | 1974. |
| Извор  |           |               |       |